# 4006 Sandler
A 4006 Sandler (ideiglenes jelöléssel 1972 YR) a Naprendszer kisbolygóövében található aszteroida. Tamara Mihajlovna Szmirnova fedezte fel 1972. december 29-én.